# Истомин, Владимир Иванович
Влади́мир Ива́нович Исто́мин (9 [21] февраля 1810, село Ломовка Мокшанского уезда Пензенской губернии (ныне Лунинский район Пензенской области) — 7 [19] марта 1855, Севастополь) — контр-адмирал (28 ноября 1853 г.) русского императорского флота, герой покорения Кавказа, Синопского сражения и обороны Севастополя (убит на Камчатском люнете).

## Биография
Родился 9 (21) февраля 1810 года в селе Ломовка Пензенской губернии. По другой версии в Ревеле (Эстляндия); в некоторых источниках указаны другие годы рождения (1807, 1809, 1811). Происхождение имел дворянское. Его детство прошло в Эстляндии, где его отец, коллежский секретарь Иван Андреевич Истомин, служил секретарём в Эстляндской казённой палате. При крещении получил имя Владислав, под этим именем он упоминается во всех официальных документах до 1830 года.
В 1823 году поступил в Санкт-Петербургский Морской кадетский корпус, из которого в 1827 году был выпущен в звании гардемарина. По окончании Морского корпуса получил назначение на линейный корабль «Азов», на котором в составе эскадры вице-адмирала Л. П. Гейдена совершил поход из Кронштадта в Портсмут, а оттуда корабль отправился в Грецию, где участвовал в Наваринском сражении 8 октября 1827 года.
За отличие в том сражении Истомин был награждён Георгиевским крестом и произведён в мичманы.
В 1827 — 1832 годах Истомин проходил службу на том же корабле, совершая плавание в Средиземном море и совершенствуя своё морское образование в серьёзной военной обстановке, созданной продолжительными крейсерствами в Архипелаге и участием в блокаде Дарданелл и высадке на Босфоре.
В 1830 году Истомин был награждён орденом Святой Анны третьей степени.
В 1832 году Истомин был переведён на Балтийский флот на фрегат «Мария».
С 1835 года проходил службу на Чёрном море на различных кораблях: люгере «Глубокий», яхте «Резвая», линейных кораблях «Память Евстафия» и «Варшава».
В 1837 году был произведён в лейтенанты и назначен командиром парохода «Северная звезда», на котором в том же году совершили плавание по портам Чёрного моря император Николай I и императрица Александра Фёдоровна. За отличное управление этим пароходом Истомин был награждён орденом Святого Владимира 4-й степени и бриллиантовым перстнем.
В 1843 году Истомин был награждён орденом Святого Станислава 2-й степени.
С 1845 года по 1850 год находился в распоряжении наместника на Кавказе князя М. С. Воронцова, принимая деятельное участие в совместных операциях армии и флота, направленных к покорению Кавказа.
В 1846 году Истомин был награждён орденом Святой Анны 2-й степени, а в 1847 году за действия против горцев его произвели в капитаны 2-го ранга.
В 1849 году Истомин был произведён в капитаны 1-го ранга, а в 1850 году его назначили командиром линейного корабля «Париж».
В 1852 году Истомин был награждён орденом Святого Владимира 3-й степени, а в 1853 году он стал командиром 35-го флотского экипажа.

## В событиях Крымской войны
18 (30) ноября 1853 года Истомин, командуя кораблём «Париж», отличился в Синопской битве. Нахимов отдал приказ поднять на своём адмиральском корабле сигнал «благодарности» ему, но все фалы были перебиты, так что исполнить приказание не было возможности. За это сражение Истомин был произведён в контр-адмиралы. В донесении императору адмирал П. С. Нахимов особенно отмечал действия линейного корабля «Париж» в Синопском бою: 
«Нельзя было довольно налюбоваться прекрасными и хладнокровно рассчитанными действиями корабля „Париж“»
.
В 1854 году, когда началась осада Севастополя, Истомин был назначен начальником 4-й дистанции оборонительной линии, в которую входил Малахов курган. За храбрость и распорядительность его наградили 20 ноября 1854 года орденом Святого Георгия 3-й степени. Он был одним из деятельнейших и храбрейших организаторов и участников этой изумительной обороны. После смерти Корнилова Истомин буквально ни на один день не покидал своих позиций. Он и жил в оборонительной башне Малахова кургана.
7 марта 1855 года 45-летнему Истомину ядром оторвало голову, когда он возвращался с Камчатского люнета на Малахов курган. 
Истомин был погребён в заложенном перед самой войной севастопольском соборе Святого Владимира, в одном склепе с адмиралами М. П. Лазаревым, В. А. Корниловым. 
Из-за разрушения склепа в 1930-е годы потребовалось перезахоронение останков, которое состоялось в 1992 году.
Владимир Истомин имел четырёх братьев, и все они служили во флоте; Константин и Павел дослужились до адмиральских чинов. Александр Истомин (1814 г.) погиб во время шторма на кронштадтском рейде в 1832 году, будучи кадетом Морского кадетского корпуса. Андрей Истомин (1807 г.) погиб в 1842 году при крушении корабля «Ингерманланд».

## Награды
- Знак отличия Военного ордена (1827)
- Орден Святой Анны 3-й степени (01.07.1830)
- Орден Святого Владимира 4-й степени (27.09.1837)
- Орден Святого Станислава 2-й степени (06.12.1843)
- Орден Святой Анны 2-й степени (18.10.1846)
- Императорская корона к ордену Святой Анны 2-й степени (02.02.1849)
- Орден Святого Владимира 3-й степени (1852)
- Орден Святого Георгия 3-й степени (20.11.1854)

## Память
- Именем В. И. Истомина на географической карте названа бухта у полуострова Корея в Японском море.
- В Пензе есть улица Адмирала Истомина.
- Именем В. И. Истомина назван пятый сторожевой корабль проекта 11356, заложенный для ВМФ Российской Федерации.
- Именем В. И. Истомина назван Севастопольский кадетский корпус Следственного комитета Российской Федерации.

- Почтовые марки
- Почтовая марка СССР из серии «Адмиралы России», посвящённая В. И. Истомину, 1989, 10 копеек (ЦФА 6158, Скотт 5850b)
- Россия (2009): почтовая марка к 200-летию со дня рождения Владимира Ивановича Истомина  (ЦФА [АО «Марка»] № 1373)